# Сельское поселение Старое Семенкино
Се́льское поселе́ние Старое Семенкино — муниципальное образование в Клявлинском районе Самарской области Российской Федерации.
Административный центр — село Старое Семенкино.

## Население
| 2010 | 2012 | 2013 | 2014 | 2015 | 2016 | 2017 |
| ---- | ---- | ---- | ---- | ---- | ---- | ---- |
| 926  | ↘911 | ↘898 | ↘863 | ↘849 | →849 | ↘837 |
| 2018 | 2019 | 2020 | 2021 |      |      |      |
| ↘831 | ↘821 | ↘805 | ↘732 |      |      |      |

## Состав сельского поселения
| № | Населённый пункт | Тип населённого пункта       | Население |
| - | ---------------- | ---------------------------- | --------- |
| 1 | Березовая Поляна | посёлок                      | 9         |
| 2 | Ерилкино         | село                         | 306       |
| 3 | Новое Семенкино  | село                         | 281       |
| 4 | Старое Семенкино | село, административный центр | 330       |

## Известные уроженцы
- Захаров Георгий Нефёдович — Герой Советского Союза, генерал-майор авиации[13].
- Тимофеев Вячеслав Арсеньевич (1897—1985) — советский военачальник, полковник, мемуарист, член РСДРП(б) с 1914 года.